# Acrophthalmyda sphenoptera
Acrophthalmyda sphenoptera är en tvåvingeart som först beskrevs av Friedrich Hermann Loew 1855.  Acrophthalmyda sphenoptera ingår i släktet Acrophthalmyda och familjen svävflugor. Inga underarter finns listade i Catalogue of Life.